# 児山佳宏
児山 佳宏（こやま よしひろ、1981年7月21日 - ）は、日本の男性総合格闘家。福島県出身。パラエストラ松戸所属。元修斗環太平洋ライト級王者。

## 来歴
田島高校ではレスリングでインターハイに出場。進学した日本体育大学では天皇杯にも出場した。
2004年2月29日、第1回全日本修斗グラップリング選手権大会 ウェルター級（-70kg）に出場。決勝で宮下智也に勝利し、優勝した。
2004年9月20日、全日本アマチュア修斗選手権のミドル級（-76kg）に出場。吉田善行らを破り優勝し、プロ昇格を果たした。
2005年7月14日、プロ修斗デビュー。9月23日、修斗新人王決定トーナメント決勝で廣田瑞人と対戦するも0-3の判定負けで新人王を逃した。
2005年12月25日、DEEPフューチャーキングトーナメント2005の70kg以下級に出場し決勝進出を決めるも、2006年2月5日の決勝で小林歩に判定負けを喫し、準優勝となった。
2006年11月10日、修斗で佐々木信治に勝利し、ウェルター級（-70kg）新人王となった。

### CAGE FORCE
2007年11月11日、CAGE FORCE EX -eastern bound-でCAGE FORCE初出場。金原泰義に判定勝ち。
2009年2月28日、CAGE FORCE EX -eastern bound-で鹿又智成に判定勝利を収めた。
2009年9月12日、CAGE FORCEライト級王座決定戦で弘中邦佳と対戦し、パウンドでKO負けを喫し王座獲得に失敗した。

### 修斗復帰
2009年11月23日、修斗で加藤鉄史と対戦し、左フックでダウンを奪い追撃のパウンドでKO勝ちを収めた。
2011年1月10日、修斗環太平洋ウェルター級王座決定戦で佐々木信治と再戦し、左アッパーでダウンを奪うとパウンドで追撃しKO勝ちを収め王座獲得に成功した。
2012年12月、修斗環太平洋ウェルター級王座を返上。
2013年9月29日、修斗世界ウェルター級タイトルマッチで王者の弘中邦佳と再戦し、腕ひしぎ十字固めで一本負けを喫し王座獲得に失敗した。

## 戦績

### プロ総合格闘技
| 総合格闘技 戦績 | 総合格闘技 戦績 | 総合格闘技 戦績 | 総合格闘技 戦績 | 総合格闘技 戦績 | 総合格闘技 戦績 | 総合格闘技 戦績 |
| --------------- | --------------- | --------------- | --------------- | --------------- | --------------- | --------------- |
| 39 試合         | (T)KO           | 一本            | 判定            | その他          | 引き分け        | 無効試合        |
| 24 勝           | 4               | 1               | 19              | 0               | 2               | 0               |
| 13 敗           | 5               | 3               | 5               | 0               | 2               | 0               |

| 勝敗 | 対戦相手                   | 試合結果                             | 大会名                                                                                         | 開催年月日     |
| ○    | YOKOSAI                    | 5分2R終了 判定2-0                    | PROFESSIONAL SHOOTO 2023 Vol.3                                                                 | 2023年5月21日  |
| ×    | 木下タケアキ               | 1R 1:43 TKO                          | PROFESSIONAL SHOOTO 2022 Vol.5                                                                 | 2022年7月17日  |
| ○    | 工藤圭一郎                 | 5分2R終了 判定3-0                    | THE SHOOTO OKINAWA vol.5                                                                       | 2021年11月14日 |
| ×    | 長田拓也                   | 1R 1:14 リアネイキドチョーク         | 修斗                                                                                           | 2017年7月23日  |
| ×    | 青井人                     | 1R 2:07 KO（右フック→パウンド）      | 修斗 後楽園ホール大会                                                                          | 2017年1月29日  |
| ○    | AB                         | 5分3R終了 判定2-1                    | 修斗                                                                                           | 2016年7月17日  |
| ×    | カミル・レボウスキー       | 1R 4:15 KO（右アッパー）             | WSOF GC 2: Japan 1                                                                             | 2016年2月7日   |
| ×    | クセイン・ハリエフ         | 1R リアネイキドチョーク              | WSOF GC 1: China 1                                                                             | 2015年11月23日 |
| ○    | 山崎悠輝                   | 5分3R終了 判定3-0                    | PANCRASE大阪大会                                                                               | 2015年7月26日  |
| ×    | 徳留一樹                   | 1R 1:38 TKO（左ストレート→パウンド） | PANCRASE 265                                                                                   | 2015年3月15日  |
| ○    | 太田駿平                   | 3分3R終了 判定3-0                    | PANCRASE 263                                                                                   | 2014年12月6日  |
| ○    | 伊藤崇文                   | 3分3R終了 判定3-0                    | PANCRASE 260                                                                                   | 2014年8月10日  |
| ○    | 中村晃司                   | 3分3R終了 判定3-0                    | PANCRASE 258                                                                                   | 2014年5月11日  |
| ×    | 小谷直之                   | 5分3R終了 判定0-3                    | VTJ 4th                                                                                        | 2014年2月23日  |
| △    | 粕谷優介                   | 5分3R終了 判定1-1                    | 修斗 THE ROOKIE TOURNAMENT FINAL 2013                                                          | 2013年12月15日 |
| ×    | 弘中邦佳                   | 4R 3:42 腕ひしぎ十字固め             | 修斗 2013年第4戦 【修斗世界ウェルター級チャンピオンシップ】                                    | 2013年9月29日  |
| ○    | トラヴィス・ペルチンスキー | 5分3R終了 判定2-0                    | CFX 33: Minnesota vs. Japan                                                                    | 2012年4月28日  |
| ○    | 冨樫健一郎                 | 5分3R終了 判定2-1                    | 修斗 SHOOTOR'S LEGACY 04 【修斗環太平洋ウェルター級チャンピオンシップ】                        | 2011年9月23日  |
| ○    | 佐々木信治                 | 1R 1:20 KO（左アッパー→パウンド）    | 修斗 SHOOTOR'S LEGACY 01 【修斗環太平洋ウェルター級チャンピオン決定戦】                        | 2011年1月10日  |
| ×    | アダム・リン               | 5分3R終了 判定0-3                    | 修斗 The Way of SHOOTO 06 〜Like a Tiger, Like a Dragon〜                                      | 2010年11月19日 |
| ×    | 朴光哲                     | 5分3R終了 判定0-3                    | 修斗 The Way of SHOOTO 03 〜Like a Tiger, Like a Dragon〜                                      | 2010年5月30日  |
| ○    | ウエタユウ                 | 5分3R終了 判定3-0                    | 修斗 The Way of SHOOTO 〜Like a Tiger, Like a Dragon〜                                         | 2010年1月23日  |
| ○    | 加藤鉄史                   | 2R 1:22 KO（左フック→パウンド）      | 修斗 REVOLUTIONARY EXCHANGES 3                                                                 | 2009年11月23日 |
| ×    | 弘中邦佳                   | 1R 4:27 KO（左フック→パウンド）      | CAGE FORCE 【CAGE FORCEライト級王座決定戦】                                                    | 2009年9月12日  |
| ○    | 鹿又智成                   | 5分3R終了 判定3-0                    | CAGE FORCE EX -eastern bound-                                                                  | 2009年2月28日  |
| ○    | カン・ボムチャン           | 1R 3:25 TKO（パウンド）              | CAGE FORCE 08                                                                                  | 2008年9月27日  |
| ○    | 美木航                     | 5分3R終了 判定3-0                    | CAGE FORCE 06                                                                                  | 2008年4月5日   |
| ○    | 杉内勇                     | 2R 2:08 TKO（パウンド）              | CAGE FORCE EX -eastern bound-                                                                  | 2008年2月11日  |
| ○    | 金原泰義                   | 5分3R終了 判定3-0                    | CAGE FORCE EX -eastern bound-                                                                  | 2007年11月11日 |
| ○    | 梶田高裕                   | 5分2R終了 判定2-0                    | 修斗 SHOOTO GIG CENTRAL vol.12                                                                 | 2007年3月25日  |
| ○    | 佐々木信治                 | 5分2R終了 判定3-0                    | 修斗 【新人王決定トーナメント ウェルター級 決勝】                                              | 2006年11月10日 |
| ○    | 野口ヨシキ                 | 5分2R終了 判定3-0                    | 修斗                                                                                           | 2006年7月21日  |
| ○    | 三浦忍                     | 5分2R終了 判定2-0                    | 修斗                                                                                           | 2006年5月28日  |
| ×    | 小林歩                     | 5分2R終了 判定0-3                    | DEEP 23 IMPACT 【フューチャーキングトーナメント 70kg以下級 決勝】                              | 2006年2月5日   |
| ○    | 奥山健太                   | 5分2R終了 判定3-0                    | DEEPフューチャーキングトーナメント2005 【フューチャーキングトーナメント 70kg以下級 準決勝】    | 2005年12月25日 |
| ○    | 柴田和伸                   | 2R 4:52 腕ひしぎ十字固め             | DEEPフューチャーキングトーナメント2005 【フューチャーキングトーナメント 70kg以下級 2回戦】     | 2005年12月25日 |
| ○    | 井上誠午                   | 5分2R終了 判定3-0                    | DEEPフューチャーキングトーナメント2005 【フューチャーキングトーナメント 70kg以下級 1回戦】     | 2005年12月25日 |
| ×    | 廣田瑞人                   | 5分2R終了 判定0-3                    | 修斗 【新人王決定トーナメント ウェルター級 決勝】                                              | 2005年9月23日  |
| △    | 井上裕貴                   | 5分2R終了 判定1-1                    | 修斗 下北沢修斗劇場 第12弾 〜Shooter's Summer〜 【新人王決定トーナメント ウェルター級 準決勝】 | 2005年7月14日  |

### アマチュア総合格闘技
| 勝敗 | 対戦相手 | 試合結果                | 大会名                                         | 開催年月日    |
| ○    | 山崎昭博 | 3分2R終了 ポイント41-38 | 全日本アマチュア修斗選手権 【ミドル級 決勝】   | 2004年9月20日 |
| ○    | 相原賢裕 | 4分1R終了 ポイント27-19 | 全日本アマチュア修斗選手権 【ミドル級 準決勝】 | 2004年9月20日 |
| ○    | 吉田善行 | 4分1R終了 判定3-0       | 全日本アマチュア修斗選手権 【ミドル級 2回戦】  | 2004年9月20日 |
| ○    | 飯田竜太 | 4分1R終了 ポイント29-20 | 全日本アマチュア修斗選手権 【ミドル級 1回戦】  | 2004年9月20日 |

## 獲得タイトル
- 第1回全日本修斗グラップリング選手権大会 ウェルター級 準優勝（2004年）
- 第11回全日本アマチュア修斗選手権 ミドル級 優勝（2004年）
- 修斗ウェルター級新人王（2006年）
- 第5代修斗環太平洋ウェルター級王座（2011年）